# HŠK Borongaj Zagreb
Hrvatski športski klub Borongaj Zagreb bio je hrvatski nogometni klub iz Borongaja, Zagreb.
Nastao je tijekom jeseni 1924. Tijekom ljeta 1941., za vrijeme NDH, spaja se s Maksimirom u HŠK Kvaternik. Tijekom srpnja 1953. Pešćenica mijenja ime u Borongaj nastavljajući tradiciju istoimenog kluba koji je prestao postojati 1941.
Klupske boje 1932. bile su crvena i bijela.